# 馬蒂斯伯格

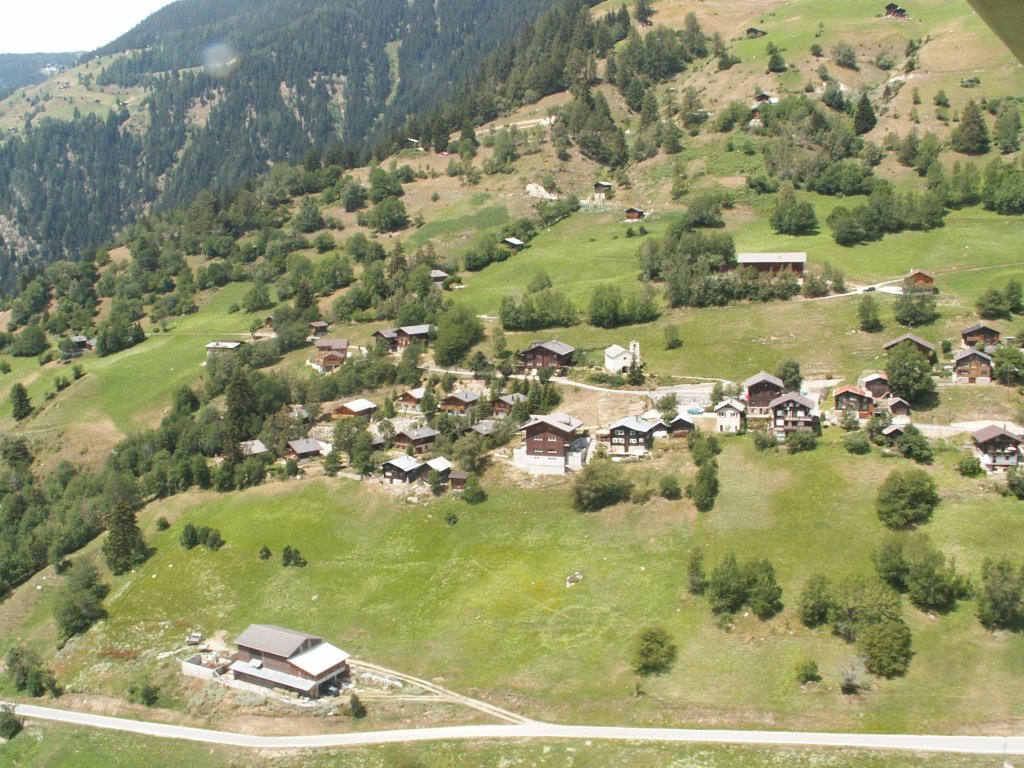

馬蒂斯伯格是瑞士的城鎮，位於該國南部，由瓦萊州負責管轄，面積3.01平方公里，海拔高度1,367米，2011年人口19，九成半人口信奉羅馬天主教，人口密度每平方公里6人。